# Sannat (Creuse)
Sannat est une commune française située dans le département de la Creuse, en région Nouvelle-Aquitaine.

## Géographie

### Généralités
- 1Carte dynamique
- 2Carte OpenStreetMap
- 3Carte topographique

Dans la moitié orientale du département de la Creuse, la commune de Sannat s'étend sur 34,00 km2. Elle est traversée du sud-ouest au nord-ouest sur cinq kilomètres en trois tronçons par la Méouze, un affluent de la Voueize. À l'est, le Chat Cros, un affluent de la Tardes, arrose le territoire communal sur quatre kilomètres.
L'altitude minimale avec 356 mètres se trouve localisée à l'extrême nord, au nord-ouest du lieu-dit Chassignole, là où la Méouze quitte le territoire communal et entre sur celui de Chambon-sur-Voueize. L'altitude maximale avec 584 mètres est située dans le sud, à l'est du lieu-dit les Rivaux, à proximité de la commune de Mainsat.
Traversé par la route départementale (RD) 24, le bourg de Sannat est situé, en distances orthodromiques, huit kilomètres au sud de Chambon-sur-Voueize, autant au sud-ouest d'Évaux-les-Bains, et vingt-six kilomètres au nord-est d'Aubusson.
Le territoire communal est également desservi à l'est par la RD 19.
Le GR 46 fait une incursion de plus de dix kilomètres sur le territoire communal, passant devant le château de la Ville du Bois. Il rejoint le GR 41 qui borde la commune au nord-est sur environ 600 mètres.

### Communes limitrophes
Sannat est limitrophe de huit autres communes. Au nord, son territoire est distant d'environ 600 mètres de celui de Lussat.
| Tardes       | Chambon-sur-Voueize | Évaux-les-Bains Saint-Julien-la-Genête |
|              | Sannat              | Reterre                                |
| Saint-Priest | Mainsat             | Arfeuille-Châtain                      |

### Climat
Pour des articles plus généraux, voir Climat de la Nouvelle-Aquitaine et Climat de la Creuse.
Historiquement, la commune est exposée à un climat montagnard.  
En 2020, Météo-France publie une typologie des climats de la France métropolitaine dans laquelle la commune est exposée à un climat de montagne et est dans la région climatique  Ouest et nord-ouest du Massif Central, caractérisée par une pluviométrie annuelle de 900 à 1 500 mm, maximale en automne et en hiver.
Pour la période 1971-2000, la température annuelle moyenne est de 9,6 °C, avec  une amplitude thermique annuelle de 15,2 °C. Le cumul annuel moyen de précipitations est de 894 mm, avec 11,8 jours de précipitations en janvier et 7,7 jours en juillet. Pour la période 1991-2020, la température moyenne annuelle observée sur la station météorologique la plus proche, située sur la commune d'Auzances à 13 km à vol d'oiseau, est de 10,6 °C et le cumul annuel moyen de précipitations est de 898,1 mm,. Pour l'avenir, les paramètres climatiques de la commune estimés pour 2050 selon différents scénarios d’émission de gaz à effet de serre sont consultables sur un site dédié publié par Météo-France en novembre 2022.

### Milieux naturels et biodiversité

#### Espaces protégés
La protection réglementaire est le mode d’intervention le plus fort pour préserver des espaces naturels remarquables et leur biodiversité associée,.
Aucune aire protégée ne concerne le territoire communal.

#### Réseau Natura 2000
Le réseau Natura 2000 est un réseau écologique européen de sites naturels d'intérêt écologique élaboré à partir des directives habitats et oiseaux, constitué de zones spéciales de conservation (ZSC) et de zones de protection spéciale (ZPS).
Aucun site Natura 2000 n'a été défini sur la commune.

#### Zones naturelles d'intérêt écologique, faunistique et floristique
L'inventaire des zones naturelles d'intérêt écologique, faunistique et floristique (ZNIEFF) a pour objectif de réaliser une couverture des zones les plus intéressantes sur le plan écologique, essentiellement dans la perspective d’améliorer la connaissance du patrimoine naturel national et de fournir aux différents décideurs un outil d’aide à la prise en compte de l’environnement dans l’aménagement du territoire.
En 2022, une ZNIEFF est recensée sur la commune d’après l'INPN.
Le site « bois d'Évaux » est une zone naturelle d'intérêt écologique, faunistique et floristique (ZNIEFF) de type 1 située sur quatre communes ; il englobe une partie nord-est de la commune de Sannat, sue environ 180 hectares, vers l'Arbre du Loup.
Représentant au total une superficie de 447,75 hectares, cette ZNIEFF présente une diversité biologique importante avec 48 espèces animales recensées dont six espèces déterminantes d'oiseaux, ainsi que 77 espèces végétales dont une déterminante.

## Urbanisme

### Typologie
Au 1er janvier 2024, Sannat est catégorisée commune rurale à habitat très dispersé, selon la nouvelle grille communale de densité à 7 niveaux définie par l'Insee en 2022.
Elle est située hors unité urbaine et hors attraction des villes,.

### Occupation des sols
L'occupation des sols de la commune, telle qu'elle ressort de la base de données européenne d’occupation biophysique des sols Corine Land Cover (CLC), est marquée par l'importance des territoires agricoles (84,7 % en 2018), une proportion identique à celle de 1990 (84,7 %). La répartition détaillée en 2018 est la suivante : 
prairies (58,1 %), zones agricoles hétérogènes (25,6 %), forêts (14,3 %), zones urbanisées (1,1 %), terres arables (1 %). L'évolution de l’occupation des sols de la commune et de ses infrastructures peut être observée sur les différentes représentations cartographiques du territoire : la carte de Cassini (XVIIIe siècle), la carte d'état-major (1820-1866) et les cartes ou photos aériennes de l'IGN pour la période actuelle (1950 à aujourd'hui).

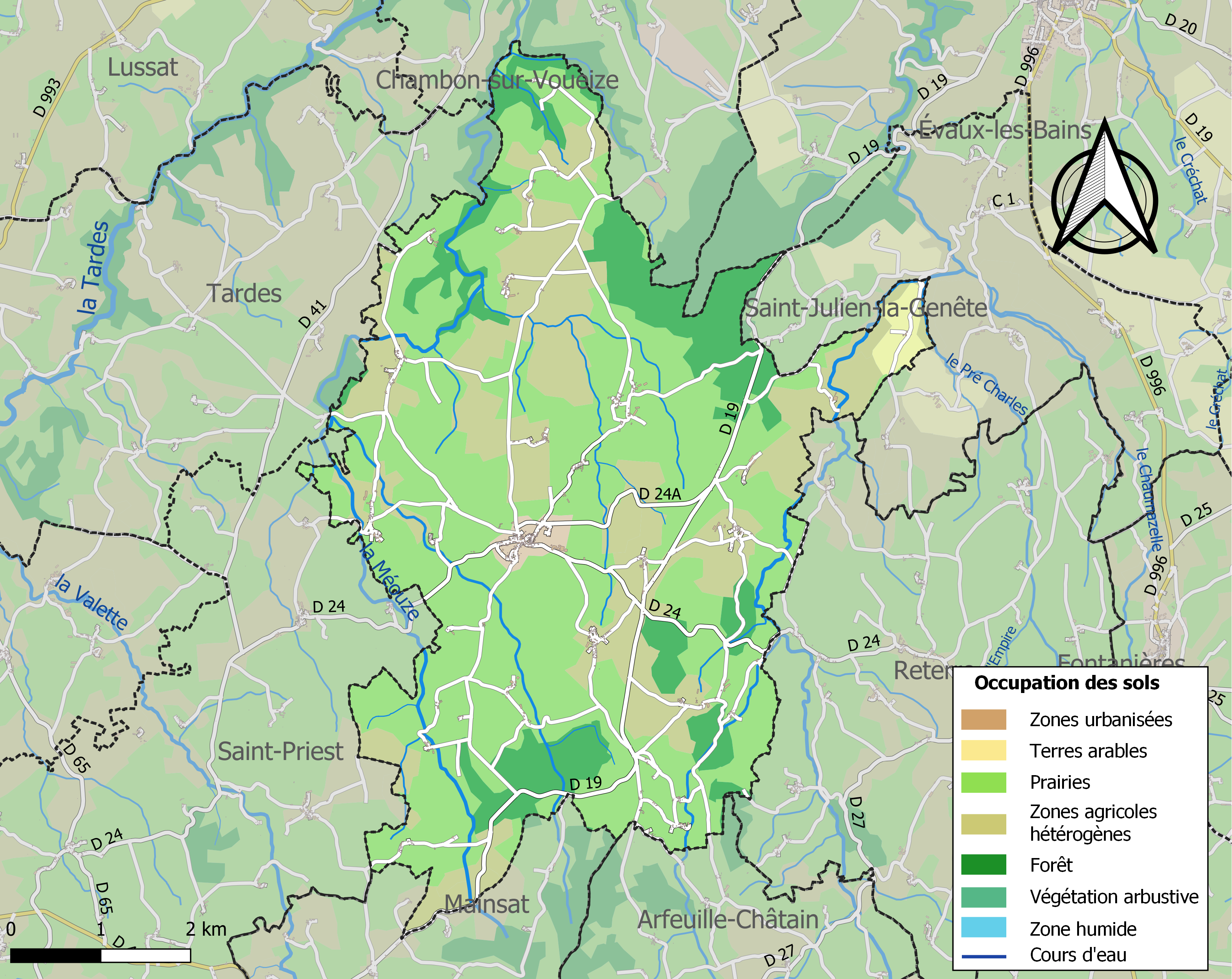
Carte des infrastructures et de l'occupation des sols de la commune en 2018 (CLC).

### Villages, hameaux et lieux-dits
Outre le bourg de Sannat proprement dit, le territoire se compose d'autres villages ou hameaux, ainsi que de lieux-dits :
- Anchaux
- Anvaux
- Arbre du Loup
- l'Aulade
- le Bel-Air
- Bois d'Évaux
- Bois de Fayolle
- Bois Grand
- les Bordes
- les Borduges
- les Boucheroux
- les Boueix
- les Bourderies
- les Boutilloux
- les Bregères
- les Breuges
- la Chabanne
- la Chaize
- les Chamorens
- les Champs[Note 3]
- les Champs du Bois
- la Chassagnade
- la Chassagne
- Chassignole
- le Châtaignier
- le Châtelet
- la Chaud[Note 4]
- les Chaumes[Note 5]
- les Chaumettes
- les Clés
- le Clos
- les Clotres
- les Combes
- les Côtes
- les Coupes
- les Courets
- les Courtines
- les Couteaux
- les Coutures
- la Croix
- le Cros
- les Échavets
- les Fayes
- Fayolle
- la Fayolle
- la Font du Forestier
- les Fossés
- la Fourrière
- les Frétauds
- les Gardes
- les Garennes
- les Genêts
- les Glands
- le Goulet
- les Gouttes
- le Grand Bois Grand
- la Grande Louche
- les Grands Vaux
- les Hâtes
- le Liveraud
- le Liveroux
- Luard
- le Masroudier
- la Montagne
- Montfrialoux
- Montgarnon
- les Pales
- les Pâtureaux du Bois
- les Pérelles
- la Petite Louche
- les Ponts
- les Pouges
- le Poux
- Prétabeau
- le Puy du Suc
- le Puylatat
- Querre Longue
- les Ramades
- les Ribières
- le Rivaux
- les Rivaux
- la Ronde
- les Sagnes[Note 6]
- Saint-Pardoux
- Samondeix
- Savignat
- les Sécharoux
- Serre
- les Soupades
- le Tirondet
- le Tirondet d'en Bas
- les Trimouilles
- les Trois Chassins
- les Trois Fonds
- la Tuilerie
- la Valette
- les Valettes
- Veillière
- la Vergne
- les Versannes
- la Ville du Bois.

### Risques majeurs
Le territoire de la commune de Sannat est vulnérable à différents aléas naturels : météorologiques (tempête, orage, neige, grand froid, canicule ou sécheresse) et séisme (sismicité faible). Il est également exposé à un risque particulier : le risque de radon. Un site publié par le BRGM permet d'évaluer simplement et rapidement les risques d'un bien localisé soit par son adresse soit par le numéro de sa parcelle.

#### Risques naturels

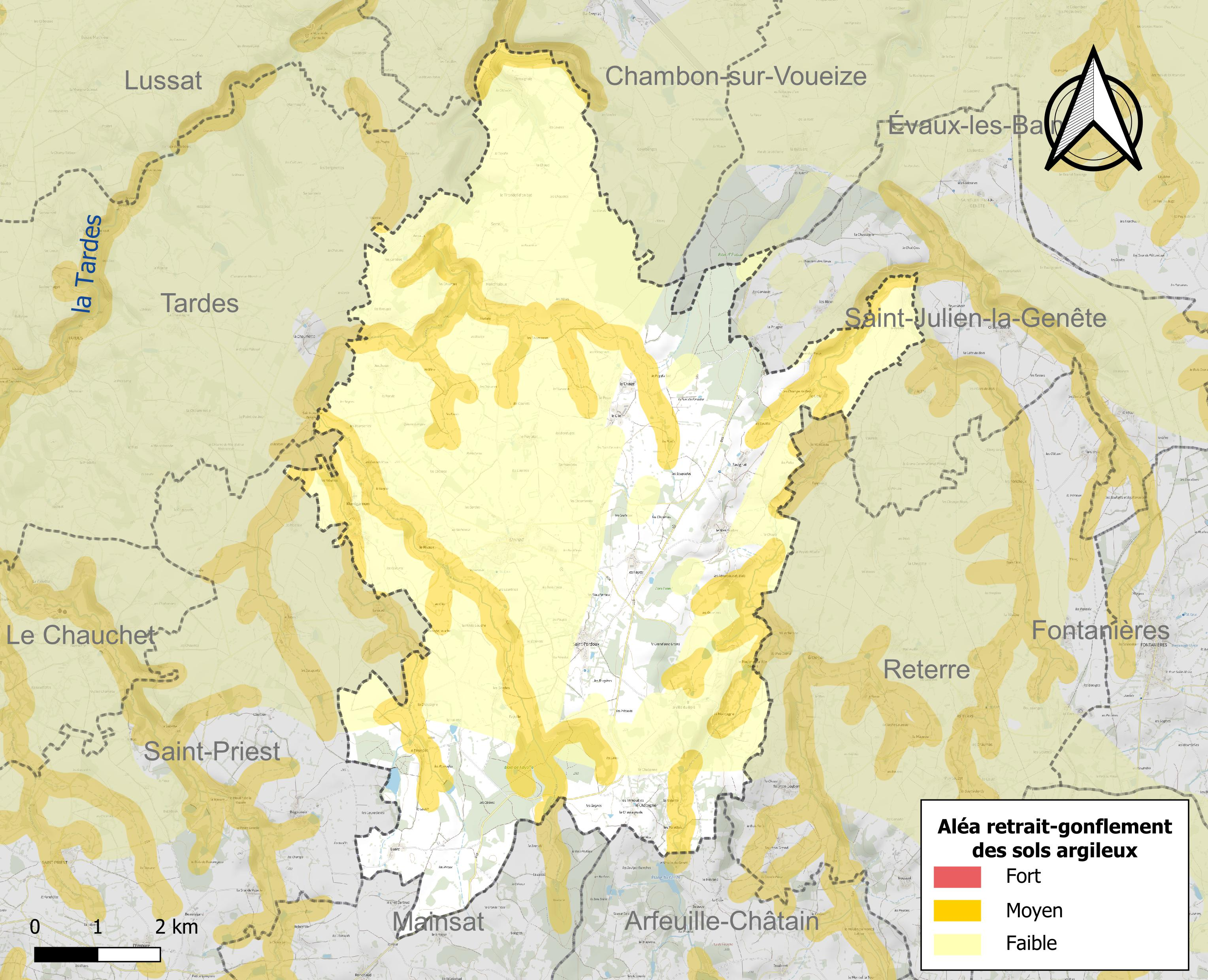
Carte des zones d'aléa retrait-gonflement des sols argileux de Sannat.

Le retrait-gonflement des sols argileux est susceptible d'engendrer des dommages importants aux bâtiments en cas d’alternance de périodes de sécheresse et de pluie. 23,5 % de la superficie communale est en aléa moyen ou fort (33,6 % au niveau départemental et 48,5 % au niveau national). Sur les 317 bâtiments dénombrés sur la commune en 2019, 35 sont en aléa moyen ou fort, soit 11 %, à comparer aux 25 % au niveau départemental et 54 % au niveau national. Une cartographie de l'exposition du territoire national au retrait gonflement des sols argileux est disponible sur le site du BRGM,.
Par ailleurs, afin de mieux appréhender le risque d’affaissement de terrain, l'inventaire national des cavités souterraines permet de localiser celles situées sur la commune.
La commune a été reconnue en état de catastrophe naturelle au titre des dommages causés par les inondations et coulées de boue survenues en 1982 et 1999. Concernant les mouvements de terrains, la commune a été reconnue en état de catastrophe naturelle au titre des dommages causés par des mouvements de terrain en 1999.

#### Risque particulier
Dans plusieurs parties du territoire national, le radon, accumulé dans certains logements ou autres locaux, peut constituer une source significative d’exposition de la population aux rayonnements ionisants. Certaines communes du département sont concernées par le risque radon à un niveau plus ou moins élevé. Selon la classification de 2018, la commune de Sannat est classée en zone 3, à savoir zone à potentiel radon significatif.

## Histoire
Deux communes ont été successivement réunies à celle de Sannat : Fayolle lors de la Révolution française puis Saint-Pardoux-le-Pauvre en 1836.

## Politique et administration

### Liste des maires
| Période                                  | Période      | Identité         | Étiquette | Qualité   |
| ---------------------------------------- | ------------ | ---------------- | --------- | --------- |
| Les données manquantes sont à compléter. |              |                  |           |           |
|                                          |              |                  |           |           |
| avant 1988                               | mars 2008    | Henri Sauthon    |           |           |
| mars 2008                                | octobre 2009 | Bernard Rouchon  |           |           |
| octobre 2009                             | mai 2020     | Maryse Chaumeton | DVG       | Retraitée |
| mai 2020                                 | En cours     | David Grange     |           |           |

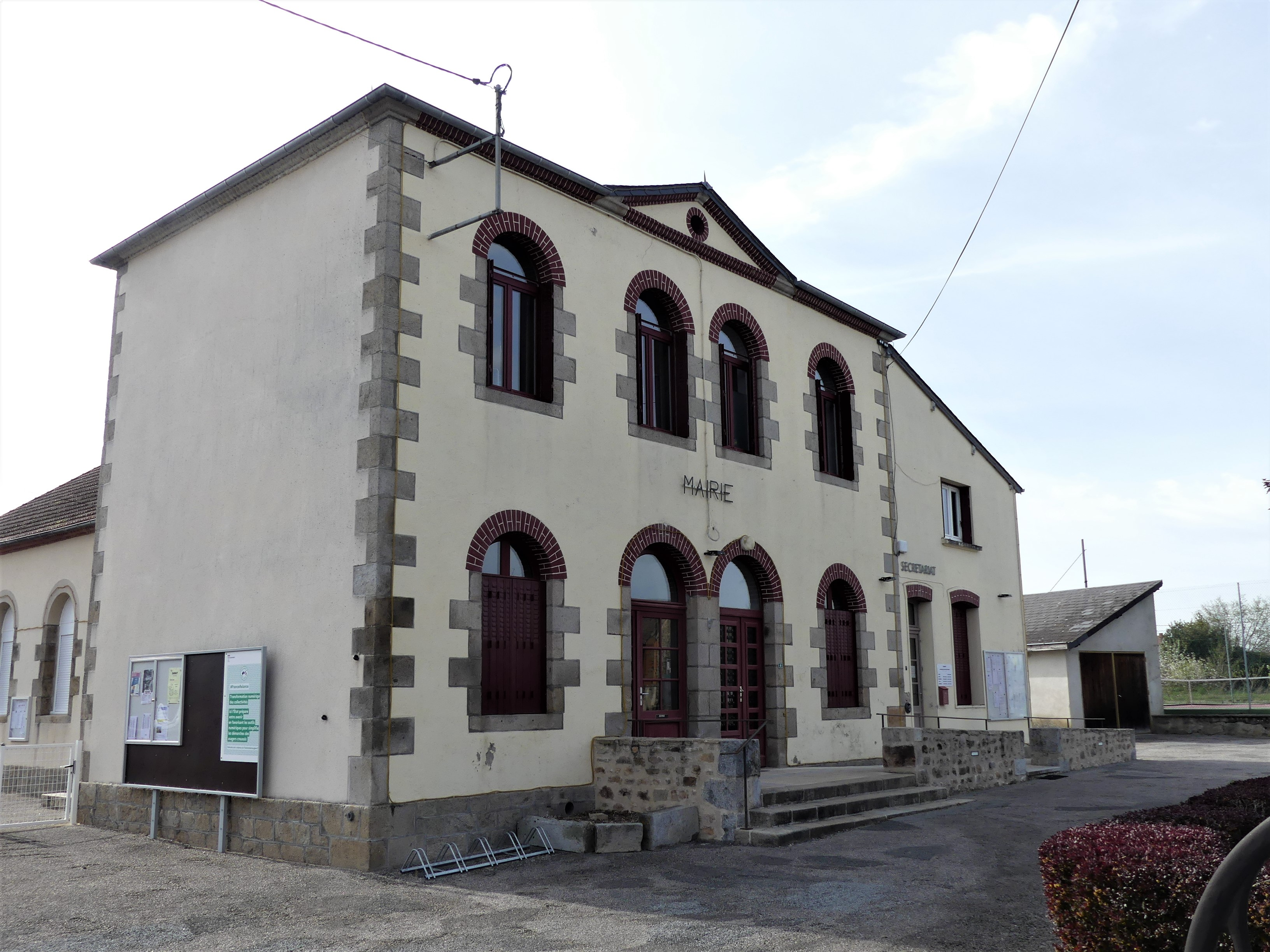
La mairie en 2022.

- En septembre 2007, le conseil municipal de Sannat par cinq voix contre quatre a décidé de ne pas accrocher le portrait du Président de la République Nicolas Sarkozy[27]. Les médias, dont les télévisions nationales, relayèrent l'anecdote.

## Démographie
Les habitants de Sannat sont des Sannatois.
L'évolution du nombre d'habitants est connue à travers les recensements de la population effectués dans la commune depuis 1793. Pour les communes de moins de 10 000 habitants, une enquête de recensement portant sur toute la population est réalisée tous les cinq ans, les populations de référence des années intermédiaires étant quant à elles estimées par interpolation ou extrapolation. Pour la commune, le premier recensement exhaustif entrant dans le cadre du nouveau dispositif a été réalisé en 2006.

En 2022, la commune comptait 347 habitants, en évolution de −0,86 % par rapport à 2016 (Creuse : −3,32 %, France hors Mayotte : +2,11 %).
| 1793 | 1800 | 1806 | 1821  | 1831  | 1836  | 1841  | 1846  | 1851  |
| ---- | ---- | ---- | ----- | ----- | ----- | ----- | ----- | ----- |
| 666  | 818  | 774  | 1 116 | 1 158 | 1 772 | 1 729 | 1 631 | 1 665 |

| 1856  | 1861  | 1866  | 1872  | 1876  | 1881  | 1886  | 1891  | 1896  |
| ----- | ----- | ----- | ----- | ----- | ----- | ----- | ----- | ----- |
| 1 620 | 1 630 | 1 565 | 1 630 | 1 615 | 1 568 | 1 501 | 1 515 | 1 445 |

| 1901  | 1906  | 1911  | 1921  | 1926  | 1931  | 1936  | 1946 | 1954 |
| ----- | ----- | ----- | ----- | ----- | ----- | ----- | ---- | ---- |
| 1 476 | 1 464 | 1 382 | 1 178 | 1 158 | 1 104 | 1 014 | 890  | 746  |

| 1962 | 1968 | 1975 | 1982 | 1990 | 1999 | 2006 | 2011 | 2016 |
| ---- | ---- | ---- | ---- | ---- | ---- | ---- | ---- | ---- |
| 708  | 627  | 571  | 481  | 432  | 370  | 384  | 391  | 350  |

| 2021 | 2022 | - | - | - | - | - | - | - |
| ---- | ---- | - | - | - | - | - | - | - |
| 343  | 347  | - | - | - | - | - | - | - |

## Culture locale et patrimoine

### Lieux et monuments
- Château de la Ville du Bois.
- Château du Tirondeix, ou du Tirondet.
- Église Saint-Martin de Sannat du XIXe siècle, de style néogothique. Elle est bâtie en 1896-1897 en remplacement d'une église médiévale qui risquait de s'effondrer[31]. Édifiée en pierres de granite gris-bleu provenant de la carrière de Fayolle, elle a été consacrée en 1898 par l'évêque de Limoges[31].
- Le monument aux morts représente Le Poilu victorieux, statue d'Eugène Bénet.
- L'arbre du Loup, au nord-est, en limite des communes de Chambon-sur-Voueize et Évaux-les-Bains[32] ; la légende dit qu'une louve éleva ses petits dans cet arbre[réf. nécessaire].

## Galerie de photos

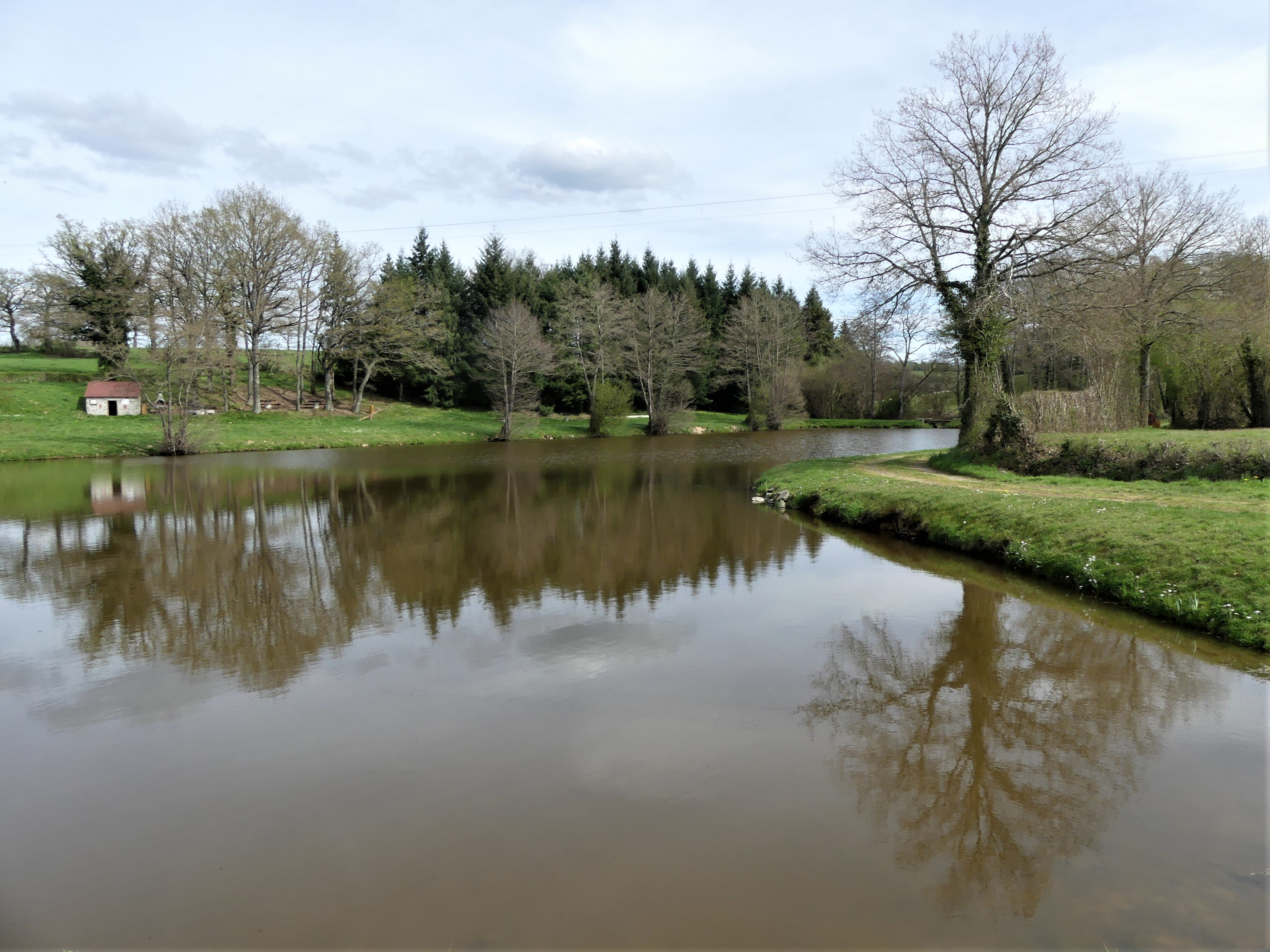
La retenue du ruisseau de Méouse au niveau de la RD 24.
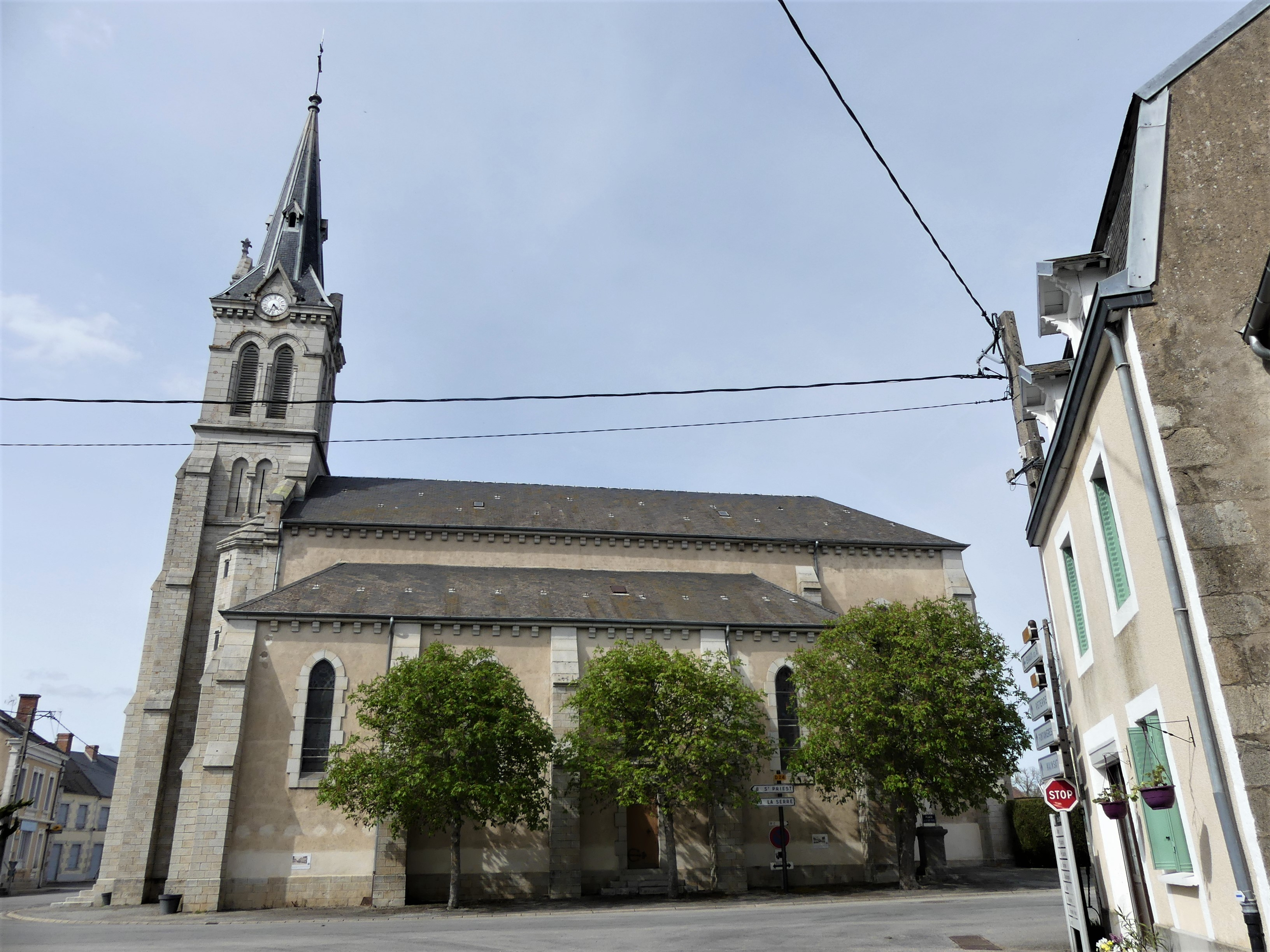
L'église Saint-Martin.
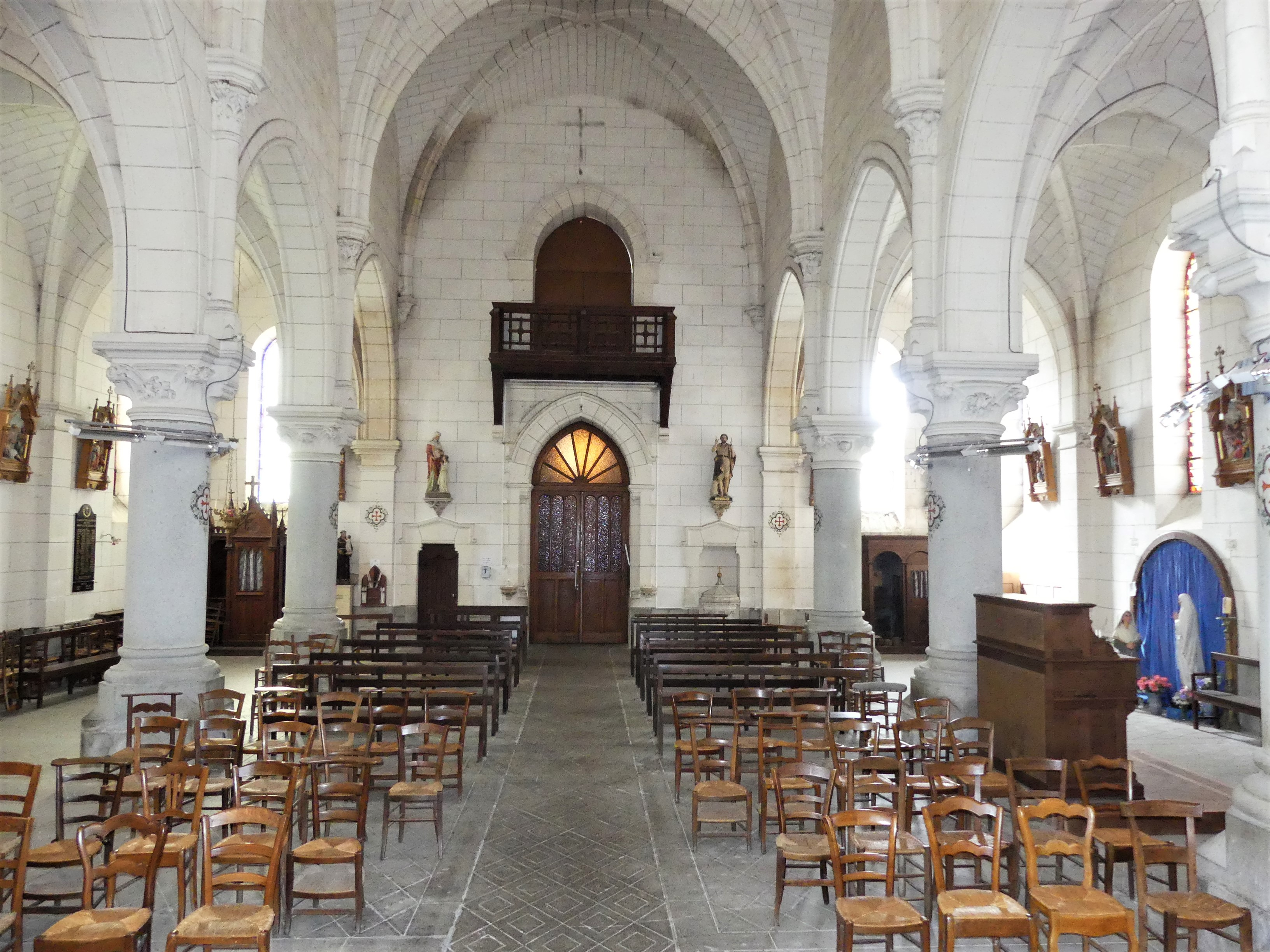
La nef et ses deux collatéraux.
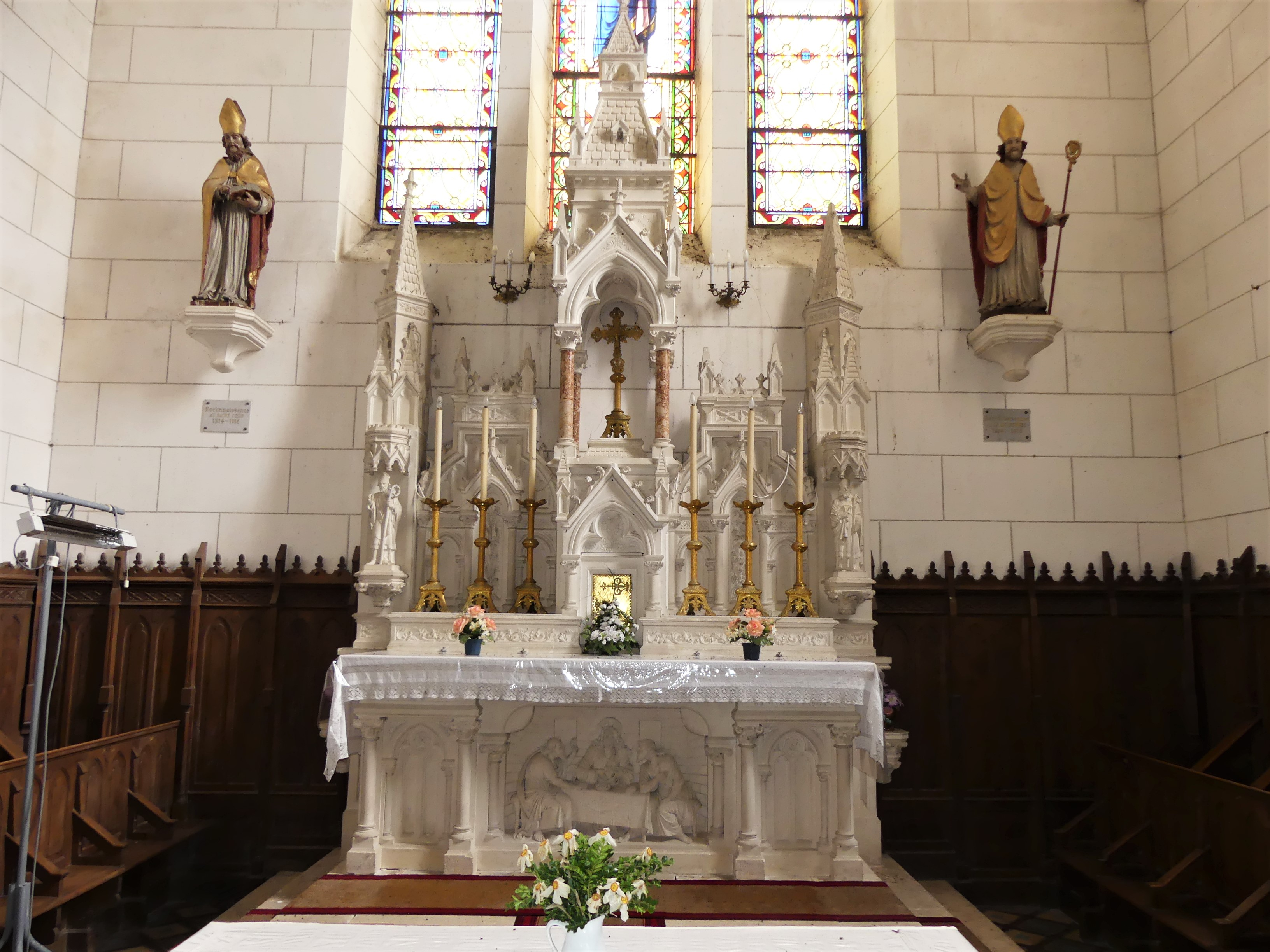
Le maître-autel.
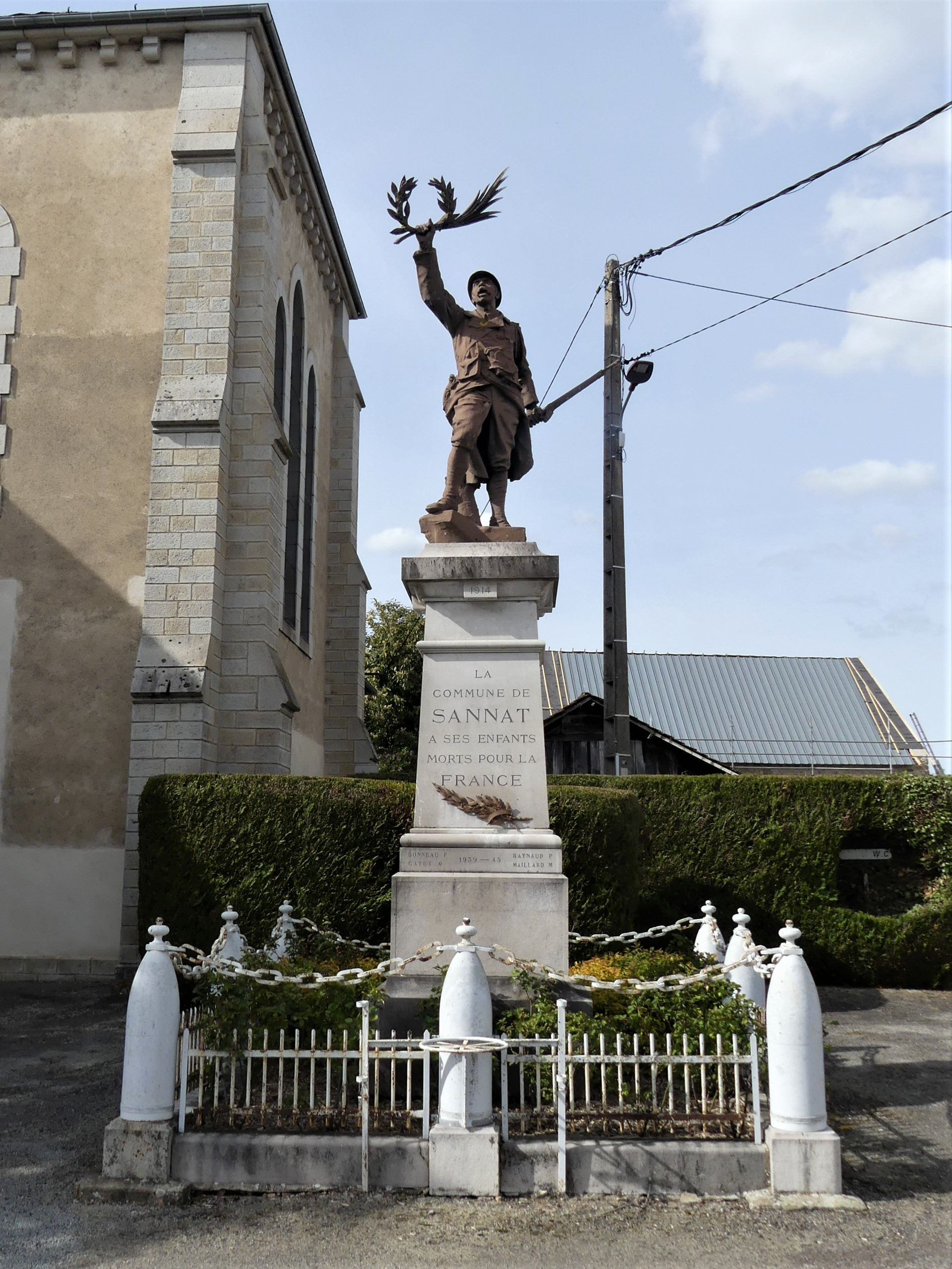
Le monument aux morts.
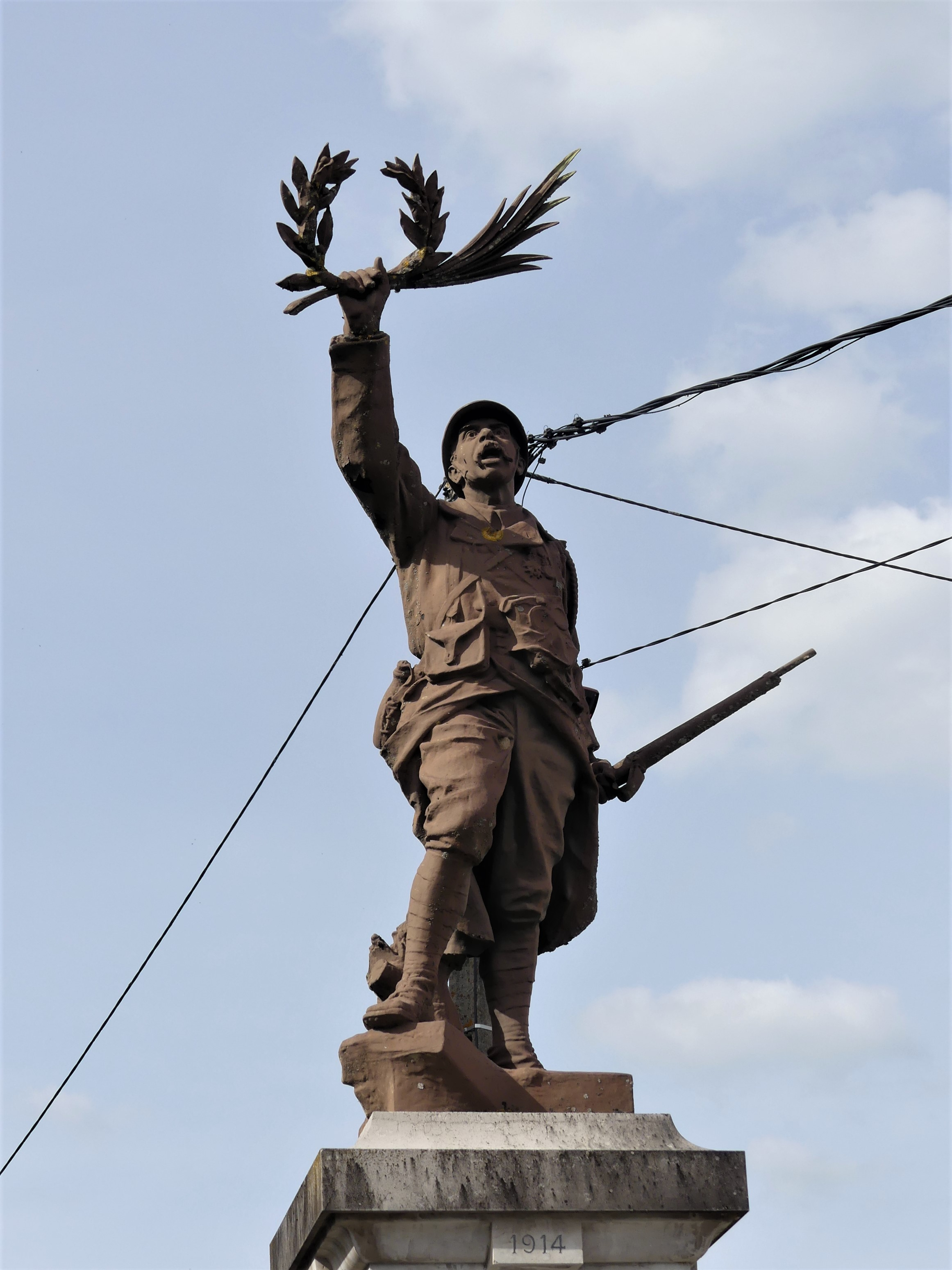
Le Poilu victorieux d'Eugène Bénet.